# 918
918 (CMXVIII) je bilo navadno leto, ki se je po julijanskem koledarju začelo na četrtek.

## Dogodki
- 1. januar

## Smrti
- 23. december - Konrad I. Nemški, kralj Vzhodnofrankovske države (* okoli 881)